# Liebe 47
Pour plus de détails, voir Fiche technique et Distribution.
Liebe 47 (Amour 47 en français) est un film allemand réalisé par Wolfgang Liebeneiner, sorti en 1949.  Il fait partie de la tradition d'après-guerre des films de décombres.
Il s'agit de l'adaptation de la pièce radiophonique puis de théâtre Dehors devant la porte de Wolfgang Borchert.

## Synopsis
De retour en Allemagne, Beckmann découvre que, pendant qu'il était prisonnier en Sibérie, sa femme est avec un autre homme et son fils est mort. Il cherche désespérément un seul moyen de s'en sortir, parce qu'il « n'en peut plus ». Alors qu'il marche le long de l'Elbe, il rencontre Anna Gehrke, qui « n'en veut plus ». Tous deux racontent leurs vies.

## Fiche technique
- Titre : Liebe 47
- Réalisation : Wolfgang Liebeneiner assisté de Hanspeter Rieschel
- Scénario : Kurt Joachim Fischer (de), Wolfgang Liebeneiner
- Musique : Hans-Martin Majewski
- Direction artistique : Walter Haag, Hans Kutzner
- Photographie : Franz Weihmayr
- Son : Erich Leistner
- Montage : Walter von Bonhorst (de)
- Production : Hans Abich (de), Rolf Thiele
- Sociétés de production : Filmaufbau
- Société de distribution : Ring-Film-Verleih
- Pays d'origine :  Allemagne de l'Ouest
- Langue : allemand
- Format : Noir et blanc - 1,37:1 - Mono - 35 mm
- Genre : Drame
- Durée : 118 minutes
- Dates de sortie :
  -  Allemagne de l'Ouest : 7 mars 1949.
  -  Autriche : 25 novembre 1949.
  -  Suède : 20 février 1950.
  -  Estado Novo (Portugal) : 18 juin 1952.
  -  France : 28 septembre 1956[1].

## Distribution
- Hilde Krahl : Anna Gehrke
- Dieter Horn : Jürgen Gehrke
- Sylvia Schwarz : Monika Gehrke, leur fille
- Karl John : M. Beckmann
- Erika Müller (de) : Lisa Beckmann
- Hedwig Wangel : La mère Beckmann
- Grethe Weiser : Mme Puhlmann
- Luise Franke-Booch : Mme Kramer
- Albert Florath : L'homme d'affaires
- Erich Ponto : Le vieil homme
- Hubert von Meyerinck : Le directeur Engelbrecht
- Paul Hoffmann : le colonel
- Leonore Esdar : La femme du colonel
- Gisela Burghardt : La fille du colonel
- Herbert Tiede (de) : Le gendre du colonel
- Leopold von Ledebur : Le général
- Heinz Klevenow : Le conducteur de char
- Rudolf Kalvius : von Wehrzahn
- Helmuth Rudolph : Alfred
- Kurt A. Jung (de) : Peter
- Erwin Geschonneck : Le commissaire criminel
- Inge Meysel : Betty de Berlin

## Œuvre
L'œuvre de Wolfgang Borchert set de modèle à la Trümmerliteratur, la « littérature des ruines », dans laquelle les auteurs tentent de traiter les événements et les conséquences de la Seconde Guerre mondiale. Cette littérature donnera aussi le Trümmerfilm, le « cinéma des ruines ». On parle des soldats qui reviennent, la famine, le Stunde Null, la reconstruction, la pauvreté, la souffrance, la culpabilité et l'expiation, avec les dommages de la guerre, le quotidien dans les ruines et le traumatisme de la guerre. Ils se veulent aussi une éducation populaire à la démocratie.
Contrairement à la pièce de Borchert, le film n'a pas un grand succès.

## Récompenses
- Prix d'interprétation féminine du Festival international du film de Locarno pour Hilde Krahl.

## Source de la traduction
- (de) Cet article est partiellement ou en totalité issu de l’article de Wikipédia en allemand intitulé « Liebe 47 » (voir la liste des auteurs).